# Męczyn-Kolonia
Męczyn-Kolonia (prononciation : [ˈmɛnt͡ʂɨn kɔˈlɔɲa]) est un village polonais de la gmina de Mokobody dans le powiat de Siedlce de la voïvodie de Mazovie dans le centre-est de la Pologne.
Le village comptait approximativement une population de 84 habitants en 2010.

## Histoire
De 1975 à 1998, le village appartenait administrativement à la voïvodie de Siedlce.

Depuis 1999, il appartient administrativement à la voïvodie de Mazovie